# André Chorda
André Chorda (Charleval, 20 febbraio 1938 – Nizza, 18 giugno 1998) è stato un calciatore francese, di ruolo difensore.

## Carriera
Vinse il campionato francese nel 1959 con il Nizza.

## Palmarès

### Club

#### Competizioni nazionali
- Campionato francese: 1

Nizza: 1958-1959
- Campionato francese di seconda divisione: 1

Nizza: 1969-1970
- Supercoppa francese: 1

Nizza: 1970